# Hampden House
Hampden House est une maison de campagne située dans le village de Great Hampden, entre Great Missenden et Princes Risborough dans le Buckinghamshire. Elle porte le nom de la famille Hampden. Les Hampdens (plus tard comtes de Buckinghamshire) sont enregistrés comme propriétaires du site avant la conquête normande. Ils vivent dans la maison jusqu'en 1938.

## Histoire ancienne
Le noyau de la maison actuelle est élisabéthain. Cependant, l'aile sud, connue sous le nom de tour du roi Jean, pour une raison anachronique, date du XIVe siècle. Cette tour est construite en clinch, un matériau de construction propre au Buckinghamshire, qui est une combinaison de craie et de boue. La tour présente des fenêtres gothiques tracées et les vestiges de l'escalier en colimaçon d'origine.
Une légende, possible pour cette partie de la maison, veut que le roi Édouard III et le prince noir aient séjourné à Hampden House. Pendant le séjour, le prince et son hôte Hampden joutent, et une querelle éclate, au cours de laquelle le prince est frappé au visage par son hôte. Cet acte de lèse-majesté pousse le roi et le prince à quitter les lieux avec une grande colère et à faire confisquer à leur hôte une partie de ses domaines au profit de la couronne. Il n'existe cependant aucune preuve documentaire de cet acte, ni de la vengeance qui a suivi, bien que l'on sache que le Prince Noir a possédé des terres à proximité de Princes Risborough au cours de sa vie.
La plus grande partie de la maison d'origine est reconstruite en brique au XVIIe siècle, puis remaniée au XVIIIe siècle. L'aile Est donnant sur les jardins est d'un style classique du XVIIIe siècle, construite entre deux ailes antérieures.
L'élément principal du domaine est « The Glade », une avenue à travers les bois bordée de rhododendrons et de chênes centenaires. Il se termine par deux petites loges connues, en raison de leur conception, sous le nom de « Pots à Poivre ». On dit que l'avenue a été creusée à travers le bois pour faciliter l'accès à la maison de la reine Elizabeth I lorsqu'elle a été reçue à Hampden, par Griffith Hampden.

## Reconstruction gothique
Les ailes nord et ouest de la maison sont rénovées vers 1750 selon les plans de Thomas Iremonger, avec des créneaux et des fenêtres en accolade, elles sont du style gothique connu sous le nom de Strawberry Hill. Ce style est antérieur de près de vingt ans à la soi-disant invention du gothique de Strawberry Hill dans la maison d'Horace Walpole.
L'intérieur de la maison est également remanié à cette époque, une suite de magnifiques salles d'apparat est créée avec de remarquables plafonds rococo et des cheminées en marbre. Une cheminée est particulièrement remarquable, sculptée par Henry Cheere. 

## Les familles Hampden et Hobart
Sur le terrain se trouve également l'église paroissiale, contenant de nombreux monuments commémoratifs à la famille Hampden, notamment un monument pour John Hampden, le célèbre patriote, décédé des suites de ses blessures reçues à la bataille de Chalgrove pendant la guerre civile anglaise en 1643 en combattant pour les parlementaires. Il a auparavant acquis une renommée et une notoriété grâce à son refus de payer la taxe Ship Money, introduite par Charles Ier, au bord de la faillite. Hampden a été poursuivi pour avoir refusé de payer l'impôt sur ses terres dans le Buckinghamshire et l'Oxfordshire. Il est jugé et reconnu coupable et devient par conséquent un héros public, connu sous le nom de « Le Patriote ». L'endroit où il a refusé de payer est marqué par un monument sur la grande avenue de Hampden House, bien que l'emplacement exact du site réel soit controversé.
Comme beaucoup de familles anciennes et aristocratiques, les Hampden, étroitement associés au parti Whig depuis des générations, se retrouvent finalement avec des problèmes financiers. Ces difficultés sont exacerbées par Richard Hampden qui, alors qu'il est trésorier de la Marine, investit personnellement massivement, et avec les fonds gouvernementaux dans la bulle des mers du Sud et le crash qui en résulte en 1720 est dévastateur pour la fortune familiale. De grandes parties du domaine sont vendues jusqu'à ce que seule la maison et ses environs immédiats restent entre les mains de la famille. La famille n'a jamais complètement retrouvé sa position ou sa richesse d'antan.
La lignée masculine de la famille Hampden finit par s'éteindre. En 1824, le 5e comte de Buckinghamshire hérite de Hampden House et de ses domaines de la famille sans héritière Hampden. Son ancêtre, John Hobart, 3e baronnet, a épousé Mary Hampden, une fille de la maison vers 1655. Le 5e comte joint alors le nom de Hampden au sien. Le chef actuel de la famille est George Miles Hobart-Hampden, 10e comte de Buckinghamshire.

## Hampden House aujourd'hui

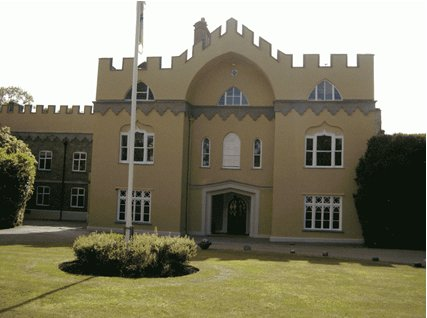
Entrée principale de la maison Hampden

En raison des problèmes financiers de la famille, Hampden House a souffert ; la maçonnerie fissurée n'a pas été réparée mais enduite de ciment, les réparations nécessaires n'ont pas été effectuées et la détérioration générale se produit jusqu'à ce qu'en 1938, la famille décide de louer la maison. Les premiers locataires sont une école privée pour filles. Les intérieurs ont beaucoup souffert à cette période. Les seconds locataires, la société Hammer Film Company, spécialisée dans la réalisation de films d'horreur, considèrent sans aucun doute les aspects gothiques de la maison comme une attraction puisqu'ils apparaissent dans plusieurs de leurs films, et notamment dans la série télévisée britannique " Hammer House of Horror " de 1980. et Hammer House of Mystery and Suspense des années 1984.
Le salut de Hampden House vient finalement avec sa vente en pleine propriété à Market Run-off Services, aujourd'hui Hampden Plc, une société spécialisée dans les services d'assurance et de soutien financier, qui, entre 1986 et 1989, exécute un vaste programme de reconstruction structurelle. Les magnifiques salles d'apparat sont restaurées, tandis que les étages supérieurs et les zones de service invisibles sont convertis en bureaux modernes.
La maison et le terrain sont encore utilisés occasionnellement pour le tournage, et bien qu'ils ne soient pas ouverts au public, les salles d'apparat sont disponibles à la location comme lieu de mariage pour Hampden Weddings. Le bâtiment est un bâtiment classé Grade I.